# Saint-Palais-de-Négrignac
Saint-Palais-de-Négrignac település Franciaországban, Charente-Maritime megyében. Lakosainak száma 417 fő (2022. január 1.). Saint-Palais-de-Négrignac Chevanceaux, Montlieu-la-Garde, Neuvicq és Pouillac községekkel határos.

## Népesség
A település népessége az elmúlt években az alábbi módon változott:
| Lakosok száma | 446  | 388  | 351  | 365  | 430  | 434  | 438  | 434  | 432  | 417  |
|               | 1968 | 1982 | 1990 | 2006 | 2013 | 2015 | 2017 | 2019 | 2020 | 2022 |